# Dorcadion mniszechi
Dorcadion mniszechi är en skalbaggsart som beskrevs av Ernst Gustav Kraatz 1873. Dorcadion mniszechi ingår i släktet Dorcadion och familjen långhorningar.
Artens utbredningsområde är Iran. Inga underarter finns listade i Catalogue of Life.